# Mistrzostwa Polski w Skokach Narciarskich 1960
35. Mistrzostwa Polski w Skokach Narciarskich – zawody o mistrzostwo Polski w skokach narciarskich, które odbyły się 13 marca 1960 roku na Średniej Krokwi w Zakopanem.
W konkursie skoków narciarskich zwyciężył Józef Gąsienica-Bryjak, srebrny medal zdobył Gustaw Bujok, a brązowy - Władysław Tajner.

## Wyniki konkursu
| Miejsce | Zawodnik               | Klub                  | Skok 1 | Skok 2 | Punkty |
| ------- | ---------------------- | --------------------- | ------ | ------ | ------ |
| 1.      | Józef Gąsienica-Bryjak | AZS Zakopane          | 66,5   | 63,5   | 222,0  |
| 2.      | Gustaw Bujok           | Start Wisła           | 64,5   | 64,0   | 217,0  |
| 3.      | Władysław Tajner       | Olimpia Goleszów      | 62,5   | 64,5   | 214,0  |
| 4.      | Jan Furman             | WKS Zakopane          | 63,0   | 63,5   | 212,0  |
| 5.      | Piotr Wala             | WKS Zakopane          | 61,0   | 64,0   | 208,0  |
| 6.      | Antoni Wieczorek       | LKS Skrzyczne Szczyrk | 59,0   | 61,0   | 207,5  |
| 7.      | Antoni Łaciak          | LKS Skrzyczne Szczyrk | 59,0   | 62,5   | 204,0  |
| 8.      | Jerzy Kuroczka         | SNPTT Zakopane        | 60,5   | 61,0   | 201,5  |

W konkursie wzięło udział 37 zawodników.